# Lukáš Stančík
Lukáš Stančík (*1978) je český náboženský vůdce.
Založil náboženskou skupinu, která nese různé názvy (Cesta světla/Život v srdci a další). Vznikla roku 2023. Společenství postupně sídlilo v Opočně, Plasech a Běstvinách u Dobrušky. Sám Stančík se nazýval bůh šašek. Společenství začalo mít problémy s péčí o děti, kvůli čemuž vzbudilo zájem orgánů sociální péče.
Sekta byla dále v pozornosti orgánů činných v trestním řízení kvůli nezdařenému domácímu porodu. Stančík není neznámý ani plzeňským kriminalistům pro různé přečiny pobuřování na veřejnosti. K dubnu 2025 čelil více trestním stíháním.